# Eva van Esch
Eva van Esch (Hurwenen, 12 mei 1986) is een Nederlands politica namens de Partij voor de Dieren (PvdD).

## Biografie
Van Esch studeerde Journalistiek en Milieu- en Maatschappijwetenschappen aan de Radboud Universiteit. Begin 2010 raakte ze betrokken bij de PvdD. Sinds maart 2014 is ze lid van de gemeenteraad van Utrecht en is daarnaast communicatiemedewerker en social media manager op het partijbureau. In november 2017 werd zij lijsttrekker en behaalde de partij twee zetels.
Bij de Tweede Kamerverkiezingen van 15 maart 2017 stond Van Esch op de zesde plaats van de kandidatenlijst van de PvdD, wat niet voldoende was om direct gekozen te worden. Met ingang van 9 oktober 2019 is zij als lid van de Tweede Kamer geïnstalleerd ter vervanging van Marianne Thieme. Op 5 december 2023 nam zij afscheid van de Tweede Kamer.
Op 29 januari 2025 werd Van Esch wethouder natuur, milieu en zorg in de gemeente Arnhem.

## Persoonlijk
Van Esch is moeder van een tweeling.
- Parlement.com: vkbrh7efrmxs